# South Browning (Montana)
South Browning es un lugar designado por el censo ubicado en el condado de Glacier en el estado estadounidense de Montana. En el Censo de 2010 tenía una población de 1785 habitantes y una densidad poblacional de 290,68 personas por km².

## Geografía
South Browning se encuentra ubicado en las coordenadas 48°32′45″N 113°0′42″O / 48.54583, -113.01167. Según la Oficina del Censo de los Estados Unidos, South Browning tiene una superficie total de 6.14 km², de la cual 5.99 km² corresponden a tierra firme y (2.49%) 0.15 km² es agua.

## Demografía
Según el censo de 2010, había 1785 personas residiendo en South Browning. La densidad de población era de 290,68 hab./km². De los 1785 habitantes, South Browning estaba compuesto por el 1.29% blancos, el 0% eran afroamericanos, el 97.93% eran amerindios, el 0.11% eran asiáticos, el 0% eran isleños del Pacífico, el 0% eran de otras razas y el 0.67% pertenecían a dos o más razas. Del total de la población el 1.9% eran hispanos o latinos de cualquier raza.